# Family Dollar

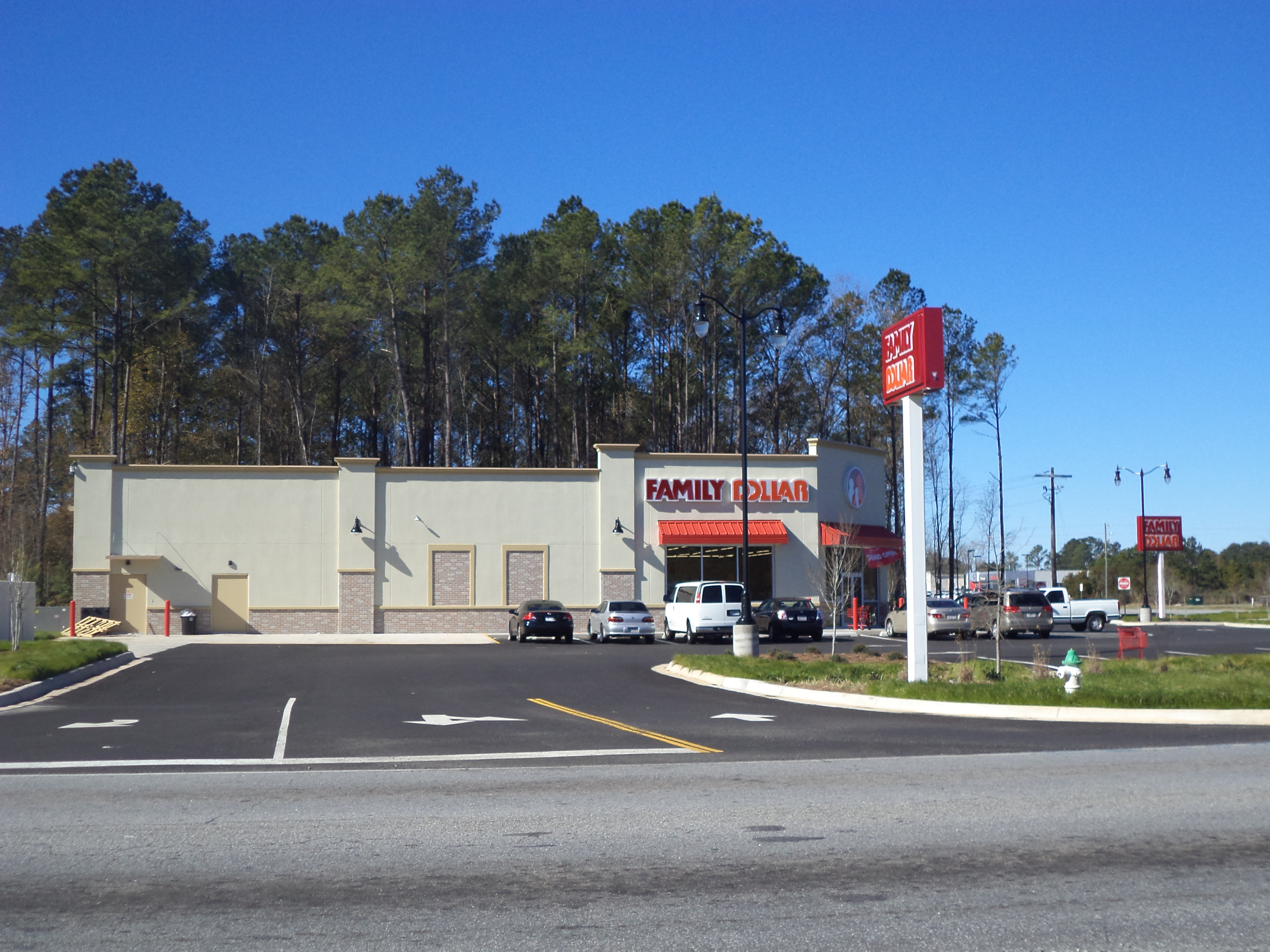
Family Dollar-Filiale in Valdosta

Family Dollar ist eine US-amerikanische Kette von Billig-Gemischtwarenläden. Unter ihrem Namen werden über 8.000 Geschäfte in fast allen Bundesstaaten der USA betrieben. Damit ist Family Dollar der zweitgrößte Einzelhändler seiner Art in den Vereinigten Staaten. Seit der Übernahme durch Dollar Tree befindet sich das Hauptquartier des Unternehmens in Chesapeake (Virginia).
Im Juli 2014 kündigte der Konkurrent Dollar Tree an, Family Dollar für 8,5 Milliarden US-Dollar übernehmen zu wollen. Am 22. Januar 2015 stimmten die Anteilseigner diesem zu und die Übernahme erfolgte.

## Geschichte
Family Dollar wurde 1959 vom damals 21 Jahre alten Unternehmer Leon Levine gegründet. Im November desselben Jahres öffnete die erste Filiale des Unternehmens in Charlotte (North Carolina). 1961 öffnete ein Laden in South Carolina, gefolgt von weiteren Niederlassungen in Georgia (1962) und Virginia (1965). 1969 wurden alleine in der Gründungsstadt Charlotte fünfzig Läden betrieben.
1970 folgte der Börsengang des Unternehmens bei einem Kurs von 14,50 US-Dollar pro Aktie. Ab 1979 wurde Family Dollar an der New Yorker Börse gehandelt; 1989 existierten 1500 Family Dollar-Läden. 2001 wurde Family Dollar in den S&P 500-Aktienindex und 2002 in die Fortune 500-Liste der größten börsennotierten Gesellschaften aufgenommen.
Als sich der Gründer Leon Levine 2003 aus dem Unternehmen zurückzog, trat sein Sohn, Howard R. Levine, die Nachfolge als Chairman und CEO an.

### Eigentümerwechsel
Am 6. Juni 2014 gab der aktive Investor Carl Icahn bekannt, dass sein Unternehmen Icahn Enterprises einen Anteil in Höhe von 9,4 % an Family Dollar halte. Am 19. Juni 2014 verlangte Icahn in einem offenen Brief, Family Dollar solle sofort zum Verkauf angeboten werden. Goldman Sachs und andere Analysten hatten zuvor eine große Anzahl potenzieller Käufer vermutet. Zu diesem Zeitpunkt befanden sich 22 % der Anteile von Family Dollar in den Händen aktiver Investoren.
Am 28. Juli 2014 gab Dollar Tree bekannt, Family Dollar für 74,50 US-Dollar pro Anteil übernehmen zu wollen und indes auch Schulden des Unternehmens in Höhe von einer Milliarde US-Dollar zu übernehmen. Damit wurde das Unternehmen de facto auf einen Wert von 9,5 Milliarden US-Dollar geschätzt. Der CEO von Dollar Tree, Bob Sasser, verkündete, dass Howard R. Levine in Dollar Trees Board of Directors wechseln werde.
Ein weiterer Bieter, Dollar General, überbot Dollar Tree am 18. August 2014 mit einem Gebot von 78,50 US-Dollar pro Aktie. Dieses Gebot wurde von Family Dollar abgelehnt; als Begründung gab man die Ablehnung eines dadurch entstehenden Monopols an. Am 22. Januar 2015 stimmten die Anteilseigner dem Gebot von Dollar Tree zu. Im Zuge der Übernahme wurden einige Niederlassungen an Dollar Express verkauft, aber zunächst weiter unter dem ursprünglichen Namen betrieben.
Am 6. März 2019 wurde bekanntgegeben, dass fast 400 Niederlassungen landesweit geschlossen werden müssten. Als Grund gab Family Dollar Druck der aktiven Investoren an. Im März 2025 vereinbarte Dollar Tree, Family Tree an ein Konsortium der Private-Equity-Unternehmen Brigade Capital Management und Macellum Capital Management zu einem Preis von gut 1 Mrd. US-Dollar zu veräußern.